# 2 cani stupidi
2 cani stupidi (2 Stupid Dogs), nota anche come Due stupidi cani, è una serie animata statunitense ideata da Donovan Cook e prodotta da Hanna-Barbera.
La serie è stata trasmessa per la prima volta negli Stati Uniti su TBS dal 5 settembre 1993 al 13 febbraio 1995, per un totale di 26 episodi ripartiti su due stagioni. In Italia la serie è stata trasmessa su Rai 1, all'interno di Solletico, dal 12 luglio 1999.

## Trama
2 Stupid Dogs racconta la storia di due cani, uno piccolo e uno grande (non altrimenti identificati) nelle loro avventure quotidiane. Come molte simili serie a sfondo umoristico, non segue un filone narrativo preciso; ogni episodio è a sé stante, secondo uno schema tipico ad esempio delle sitcom.

## Personaggi e doppiatori

### Personaggi principali
- Cane Piccolo (in originale: The Little Dog), voce originale di Mark Schiff, italiana di Oliviero Dinelli.
- Cane Grande (in originale: The Big Dog), voce originale di Brad Garrett, italiana di Giorgio Locuratolo.
- Gatto (in originale: The Cat).

### Personaggi ricorrenti
- Secret Squirrel, voce originale di Jess Harnell, italiana di Mino Caprio.
- Morocco Mole, voce originale di Jim Cummings.
- Capo (in originale: The Chief), voce originale di Tony Jay.
- Sig. Hollywood, voce originale di Brian Cummings, italiana di Angelo Nicotra.
- Cubby, voce originale di Rob Paulsen.
- Buffy Ziegenhagen, voce originale di Tawni Tamietti.
- Buzz, voce originale di Whit Hertford.
- Kenny Fowler, voce originale di Jarrett Lennon.
- Rosso, voce originale di Candi Milo.